# Circuito callejero de Detroit

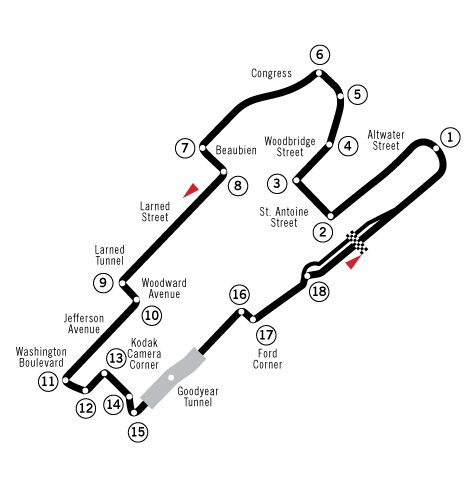
Circuito usado con mayor frecuencia en los años de la F1.

El circuito callejero de Detroit es un circuito callejero ubicado en la ciudad de Detroit, Míchigan, Estados Unidos. Alberga actualmente el Gran Premio de Detroit de IndyCar.

Cicuito de Belle Isle, trazado en el que se compitió entre 1993 a 2022.

## Fórmula 1
Creada principalmente en un esfuerzo para mejorar la imagen internacional de la ciudad, la carrera significaba que los Estados Unidos sería anfitrión de tres Grandes Premios de la temporada 1982. (Las otras dos carreras de Estados Unidos fueron Long Beach y Las Vegas, también se agregaron al programa para los propósitos similares.) La inauguración del Gran Premio de Detroit vio como John Watson se proclamó ganador después de comenzar en el puesto 17, la posición más baja de grilla para una eventual ganador de la carrera en un circuito urbano. (Watson iba a romper su propio récord en Long Beach el próximo año al ganar desde el puesto 22.)

## Trans-Am
La SCCA Trans-Am Series celebró una carrera de apoyo durante el fin de semana del Gran Premio desde 1984 hasta 2001, y luego desde 2016 hasta 2019.

## CART e IndyCar Series
Tres carreras de CART se disputaron en la pista. Emerson Fittipaldi ganó la primera y la última carrera y Michael Andretti ganó la segunda carrera; Andretti también logró la Pole position de las 3 carreras.

Trazado usado entre 2007 y 2008.

La carrera no era económicamente viable para la ciudad, por lo que el lugar fue cambiado a un curso temporal en Belle Isle para la sesión del 92. En 2007 y 2008 se corrió de nuevo el Gran Premio de Detroit en Belle Isle, esta vez como parte de la IndyCar Series y la American Le Mans Series, la primera semana de septiembre en 2007 y la última de agosto en 2008. La IndyCar retorna a Belle Isle desde junio de 2012, con la presencia de la Grand-Am Rolex Sports Car Series como telonera. Desde 2014, el IMSA SportsCar Championship (categoría formada por la fusión de la Grand-Am y la American Le Mans Series) sirve de carrera telonera.

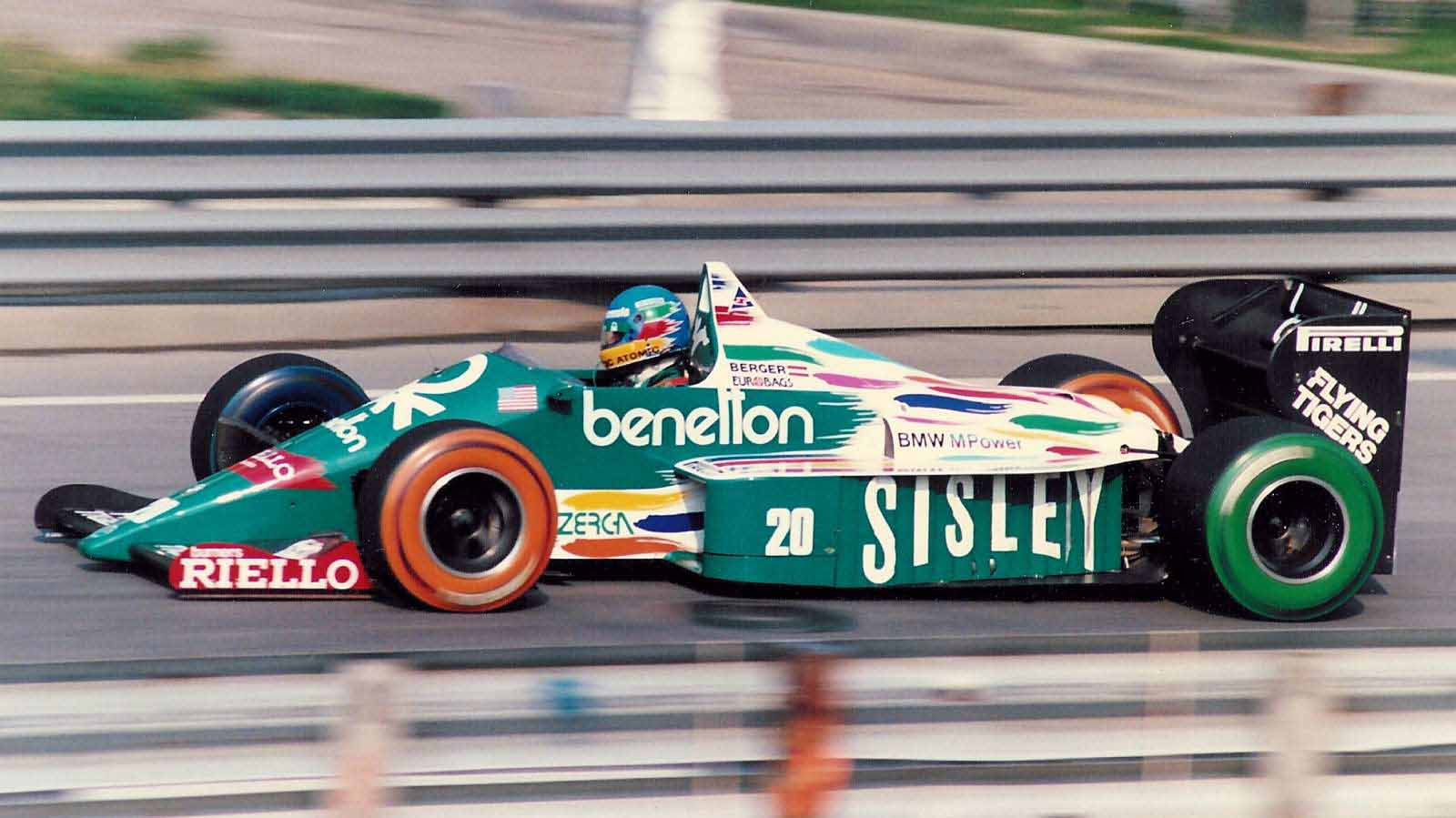
Gerhard Berger a bordo de su Benetton en el GP de 1986.

A partir de 2023 por razones técnicas y administrativas, se abaandonaría el circuito de Belle Isle Park, por tanto se regresaría en parte al trazado original dell Gran Premio de Fórmula 1, aunque, más pequeño, con menos curvas que la versión de Belle Isle, este nuevo circuito se enfoca principalmente en las zonas del Atwater Street y East Jefferson Avenue y solo presenta diez curvas de 90° en comparación con las dieciocho curvas que tenía el circuito original de la versión del Grand Prix de Fórmula 1.

## Ganadores

### CART
| Año  | Fecha       | Piloto             | Chasis                  | Motor               | Equipo              |
| ---- | ----------- | ------------------ | ----------------------- | ------------------- | ------------------- |
| 1989 | 18 de junio | Emerson Fittipaldi | Penske                  | Ilmor/Chevrolet     | Patrick Racing      |
| 1990 | 17 de junio | Michael Andretti   | Lola                    | Ilmor/Chevrolet     | Newman/Haas Racing  |
| 1991 | 16 de junio | Emerson Fittipaldi | Penske                  | Ilmor/Chevrolet     | Penske Racing       |
| 1992 | 7 de junio  | Bobby Rahal        | Rahal/Hogan Racing/Lola | Lola/Chevrolet      | Rahal/Hogan Racing  |
| 1993 | 13 de junio | Danny Sullivan     | Lola                    | Lola/Chevrolet      | Galles Racing       |
| 1994 | 12 de junio | Paul Tracy         | Penske                  | Ilmor/Mercedes-Benz | Penske              |
| 1995 | 11 de junio | Robby Gordon       | Reynard                 | Cosworth/Ford       | Walker Racing       |
| 1996 | 9 de junio  | Michael Andretti   | Lola                    | Cosworth/Ford       | Newman/Haas Racing  |
| 1997 | 8 de junio  | Greg Moore         | Reynard                 | Ilmor/Mercedes-Benz | Forsythe Racing     |
| 1998 | 7 de junio  | Alex Zanardi       | Reynard                 | Honda               | Chip Ganassi Racing |
| 1999 | 8 de agosto | Dario Franchitti   | Reynard                 | Honda               | Team Green Racing   |
| 2000 | 18 de junio | Helio Castroneves  | Reynard                 | Honda               | Penske              |
| 2001 | 17 de junio | Helio Castroneves  | Reynard                 | Honda               | Penske              |

### IndyCar Series
| Año  | Piloto             | Automóvil         | Equipo                  |
| ---- | ------------------ | ----------------- | ----------------------- |
| 2007 | Tony Kanaan        | Dallara Honda     | Andretti Green          |
| 2008 | Justin Wilson      | Dallara Honda     | Newman/Haas/Lanigan     |
| 2012 | Scott Dixon        | Dallara Honda     | Ganassi                 |
| 2013 | Mike Conway        | Dallara Honda     | Dale Coyne              |
| 2013 | Simon Pagenaud     | Dallara Honda     | Schmidt Hamilton        |
| 2014 | Will Power         | Dallara Chevrolet | Penske                  |
| 2014 | Helio Castroneves  | Dallara Chevrolet | Penske                  |
| 2015 | Carlos Muñoz       | Dallara Honda     | Andretti                |
| 2015 | Sebastien Bourdais | Dallara Chevrolet | KV                      |
| 2016 | Sebastien Bourdais | Dallara Chevrolet | KV                      |
| 2016 | Will Power         | Dallara Chevrolet | Penske                  |
| 2017 | Graham Rahal       | Dallara Honda     | Rahal Letterman Lanigan |
| 2017 | Graham Rahal       | Dallara Honda     | Rahal Letterman Lanigan |
| 2018 | Scott Dixon        | Dallara Honda     | Chip Ganassi            |
| 2018 | Ryan Hunter-Reay   | Dallara Honda     | Andretti                |
| 2019 | Josef Newgarden    | Dallara Chevrolet | Penske                  |
| 2019 | Scott Dixon        | Dallara Honda     | Chip Ganassi            |
| 2021 | Marcus Ericsson    | Dallara Honda     | Chip Ganassi            |
| 2021 | Patricio O'Ward    | Dallara Chevrolet | Arrow McLaren SP        |
| 2022 | Will Power         | Dallara Chevrolet | Penske                  |
| 2023 | Álex Palou         | Dallara Honda     | Chip Ganassi            |

### Sport prototipos y gran turismos
Ganadores absolutos en negrita.
| American Le Mans Series     | American Le Mans Series | American Le Mans Series | American Le Mans Series | American Le Mans Series | American Le Mans Series  | American Le Mans Series         |
| Año                         | Cat.                    | Pilotos                 | Pilotos                 | Pilotos                 | Automóvil                | Equipo                          |
| --------------------------- | ----------------------- | ----------------------- | ----------------------- | ----------------------- | ------------------------ | ------------------------------- |
| 2007                        | LMP1                    | Emanuele Pirro          | Emanuele Pirro          | Marco Werner            | Audi R10 TDI             | Champion                        |
| 2007                        | LMP2                    | Timo Bernhard           | Timo Bernhard           | Romain Dumas            | Porsche RS Spyder Evo    | Penske                          |
| 2007                        | GT1                     | Johnny O'Connell        | Johnny O'Connell        | Jan Magnussen           | Chevrolet Corvette C6. R | Corvette                        |
| 2007                        | GT2                     | Mika Salo               | Mika Salo               | Jaime Melo Jr.          | Ferrari F430GT           | Risi                            |
| 2008                        | LMP1                    | John Field              | Clint Field             | Richard Berry           | Lola B06/10              | Intersport                      |
| 2008                        | LMP2                    | Franck Montagny         | Franck Montagny         | James Rossiter          | Acura ARX-01B            | Andretti Racing                 |
| 2008                        | GT1                     | Olivier Beretta         | Olivier Beretta         | Oliver Gavin            | Chevrolet Corvette C6.R  | Corvette                        |
| 2008                        | GT2                     | Jörg Bergmeister        | Jörg Bergmeister        | Wolf Henzler            | Porsche 997 GT3-RSR      | Flying Lizard                   |
| Rolex Sports Car Series     |                         |                         |                         |                         |                          |                                 |
| 2012                        | DP                      | João Barbosa            | J. C. France            | Darren Law              | Chevrolet Corvette DP    | Action Express                  |
| 2012                        | GT                      | Paul Edwards            | Paul Edwards            | Jordan Taylor           | Chevrolet Camaro GT.R    | Autohaus                        |
| 2013                        | DP                      | Max Angelelli           | Max Angelelli           | Jordan Taylor           | Chevrolet Corvette DP    | Wayne Taylor                    |
| 2013                        | GT                      | John Edwards            | John Edwards            | Robin Liddell           | Chevrolet Camaro GT.R    | Stevenson                       |
| 2013                        | GX                      | Joel Miller             | Joel Miller             | Tristan Nunez           | Mazda 6 GX               | Speedsource                     |
| IMSA SportsCar Championship |                         |                         |                         |                         |                          |                                 |
| 2014                        | P                       | Jordan Taylor           | Jordan Taylor           | Ricky Taylor            | Chevrolet Corvette DP    | Wayne Taylor                    |
| 2014                        | GTD                     | Alessandro Balzan       | Alessandro Balzan       | Jeff Westphal           | Ferrari 458 Italia       | Scuderia Corsa                  |
| 2015                        | P                       | Dane Cameron            | Dane Cameron            | Eric Curran             | Chevrolet Corvette DP    | Action Express                  |
| 2015                        | PC                      | Misha Goikhberg         | Misha Goikhberg         | Stephen Simpson         | Oreca FLM09              | JDC/Miller                      |
| 2015                        | GTD                     | Mario Farnbacher        | Mario Farnbacher        | Ian James               | Porsche 911              | Team Seattle                    |
| 2016                        | P                       | Jordan Taylor           | Jordan Taylor           | Ricky Taylor            | Chevrolet Corvette DP    | Wayne Taylor                    |
| 2016                        | PC                      | Renger van der Zande    | Renger van der Zande    | Alex Popow              | Oreca FLM09              | Starworks                       |
| 2016                        | GTD                     | Jeroen Bleekemolen      | Jeroen Bleekemolen      | Ben Keating             | Dodge Viper GT3-R        | Riley                           |
| 2017                        | P                       | Jordan Taylor           | Jordan Taylor           | Ricky Taylor            | Cadillac DPi-V.R         | Wayne Taylor                    |
| 2017                        | PC                      | James French            | James French            | Patricio O'Ward         | Oreca FLM09              | Performance Tech                |
| 2017                        | GTD                     | Andy Lally              | Andy Lally              | Katherine Legge         | Acura NSX                | Michael Shank                   |
| 2018                        | P                       | Felipe Nasr             | Felipe Nasr             | Eric Curran             | Cadillac DPi             | Action Express                  |
| 2018                        | GTD                     | Mario Farnbacher        | Mario Farnbacher        | Katherine Legge         | Acura NSX                | Meyer Shank with Curb-Agajanian |
| 2019                        | DPi                     | Dane Cameron            | Dane Cameron            | Juan Pablo Montoya      | Acura ARX-05             | Penske                          |
| 2019                        | GTD                     | Richard Heistand        | Richard Heistand        | Jack Hawksworth         | Lexus RC                 | AIM Vasser Sullivan             |
| 2021                        | DPi                     | Kevin Magnussen         | Kevin Magnussen         | Renger Van der Zande    | Cadillac DPi             | Chip Ganassi                    |
| 2021                        | GTLM                    | Tommy Milner            | Tommy Milner            | Nick Tandy              | Chevrolet Corvette C8.R  | Corvette                        |
| 2021                        | GTD                     | Roman de Angelis        | Roman de Angelis        | Ross Gunn               | Aston Martin Vantage     | Heart of Racing                 |